# Melaleuca quinquenervia

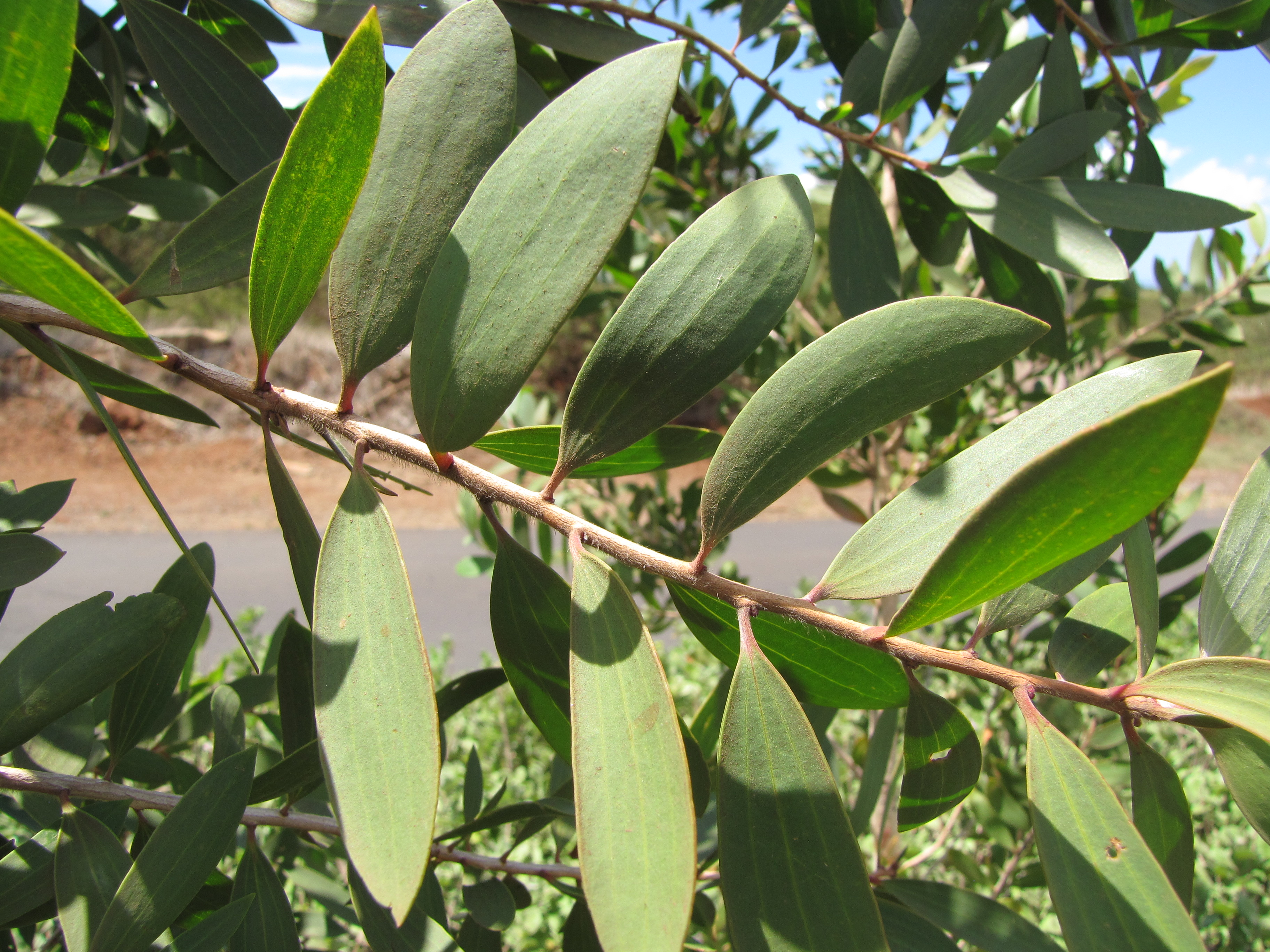
Blätter

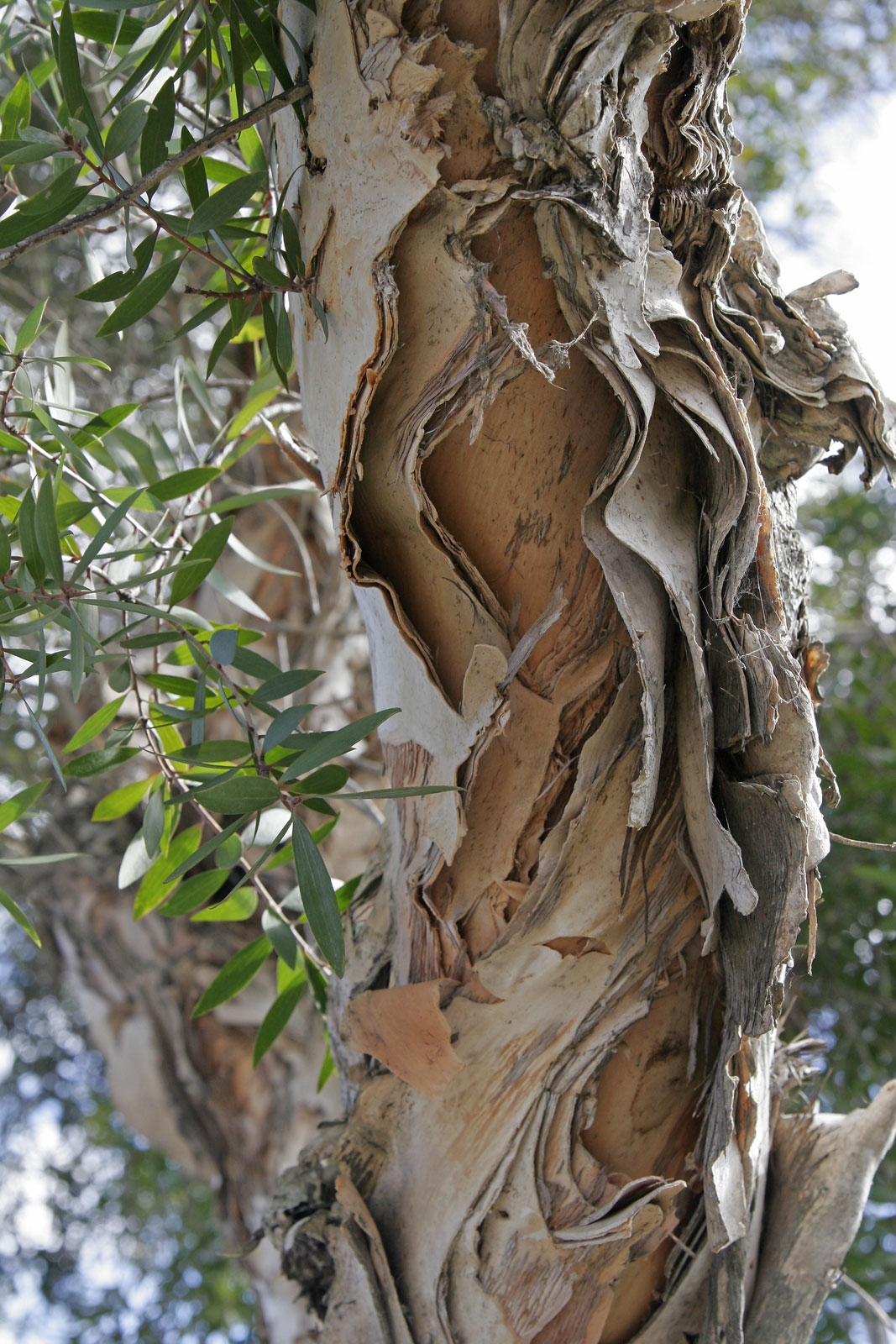
Borke von Melaleuca quinquenervia

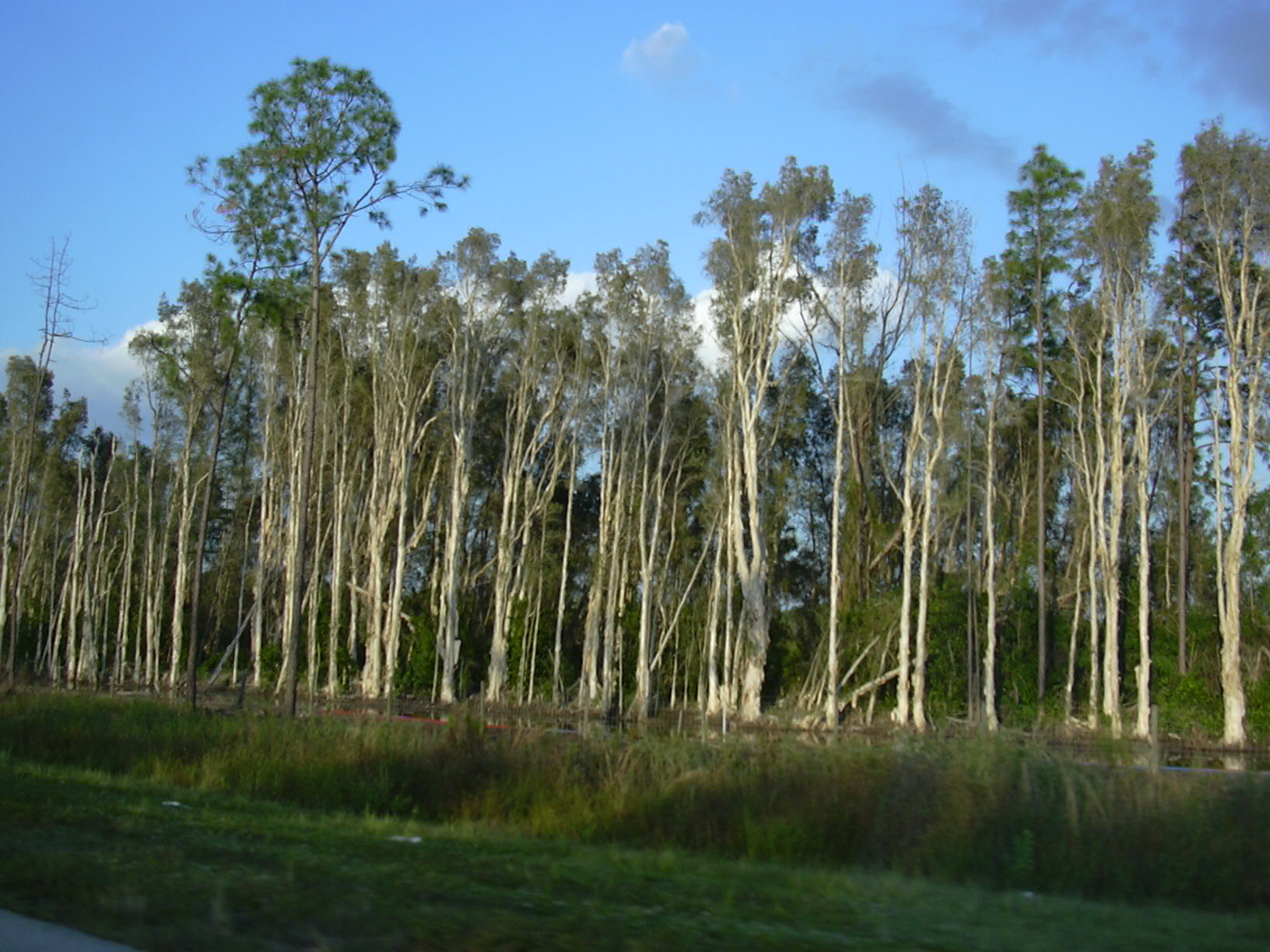
Bäume der Art Melaleuca quinquenervia

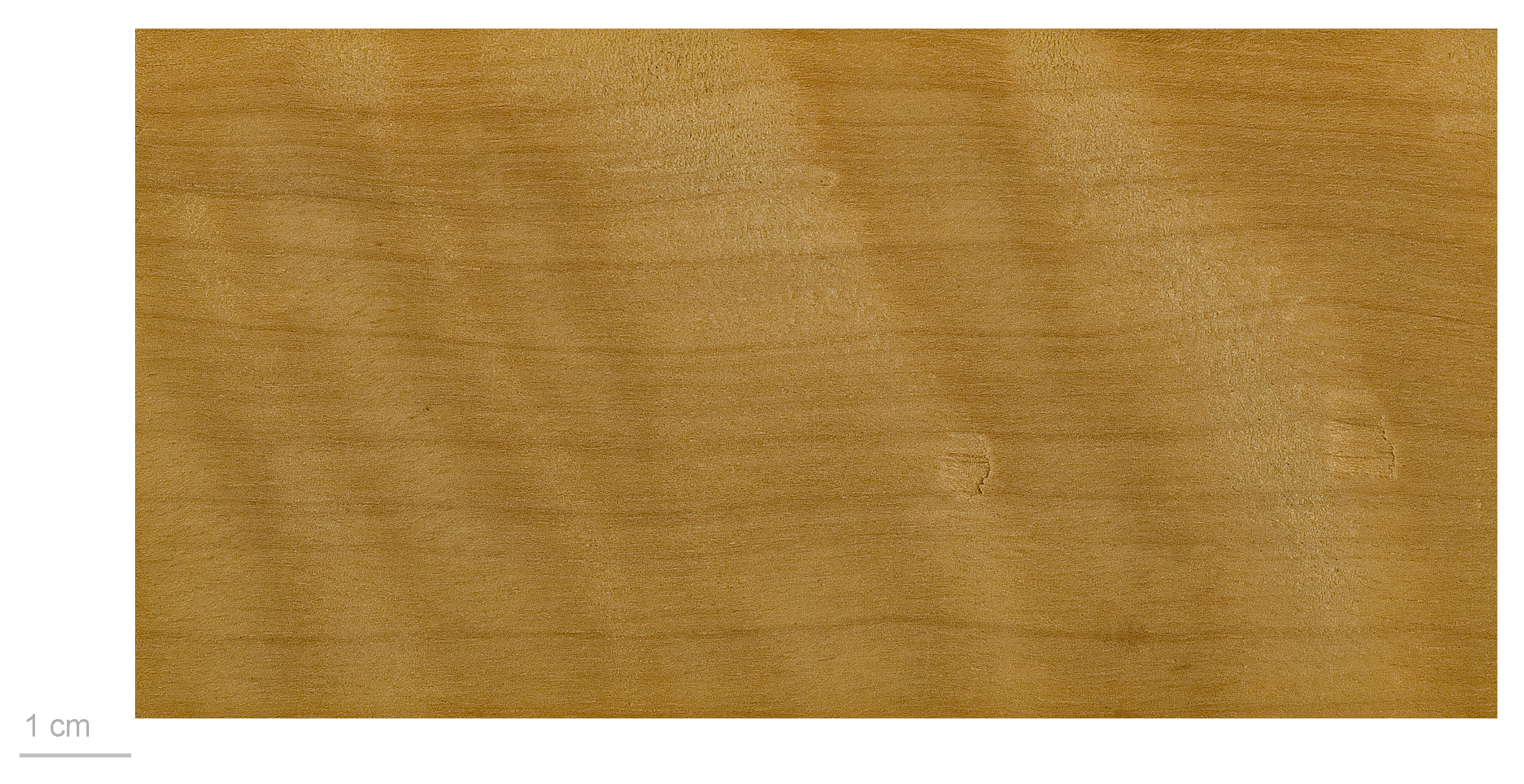
Holz von Melaleuca quinquenervia

Melaleuca quinquenervia, auch als „Myrtenheide“ oder Niaouli bezeichnet, ist eine Pflanzenart aus der Gattung der Myrtenheiden (Melaleuca). Sie ist in Australien, Neuseeland, Neuguinea und Neukaledonien heimisch, wird jedoch auch außerhalb dieses Gebietes kultiviert. Sie gehört zur Artengruppe der Melaleuca leucadendra.

## Beschreibung

### Vegetative Merkmale
Melaleuca quinquenervia ist ein immergrüner Baum, der Wuchshöhen von bis zu 25 (maximal 32) Meter und dessen schlanker Stamm Brusthöhendurchmesser von 60 bis 100 Zentimetern oder darüber erreicht. Im Freistand bleibt der Baum klein, erreicht eine Höhe von 6 bis 16 Metern mit kurzem oft gedrehten Stamm und einer schmalen Krone. Besonders auffallend ist die auch für andere Arten der Teebäume charakteristische korkige, gräulich-weißliche bis hellbräunliche Borke, die bis zu 7,5 Zentimeter dick wird. Sie besteht aus zahlreichen papierdünnen Schichten, von denen sich die äußeren unregelmäßig ablösen. Die Zweige sind bräunlich bis rötlich.
Die rundlichen bis zylindrischen Knospen sind 3 bis 6 Millimeter lang und von grünlich-brauner Farbe. Die wechselständig angeordneten, steifen und ledrigen, kurz gestielten Laubblätter sind von lanzettlicher bis verkehrt-eiförmiger, -eilanzettlicher oder elliptischer Form. Die Spitze ist spitz bis bespitzt. An der Oberseite sind sie kahl und von einer kräftigeren graugrünen Farbe als an der oft schwach behaarten Unterseite. Die Blätter zeigen fünf, selten sieben von der Basis ausgehende, parallele Blattadern. Die ganzrandigen Blätter sind 4 bis 9 Zentimeter lang und etwa 2 bis 3 Zentimeter breit. Der kurze, hellgrün bis rötliche Blattstiel ist etwa 3 Millimeter lang. Die jungen Blätter sind langhaarig, im Alter verkahlen sie. Beim Zerreiben riechen die Blätter stark aromatisch nach Campher. Die den Blättern und Früchten entströmende Substanz kann die Atemwege reizen.

### Generative Merkmale
Die Blüten stehen in Dreiergruppen dicht beieinander in 3 bis 8 Zentimeter langen und 2,5 bis 4 Zentimeter durchmessenden, vielblütigen Ähren. Die Blütenstände sind terminal oder über-achselständig angeordnet. Die ungestielten, zwittrigen, fünfzähligen Blüten weisen einen Durchmesser von etwa 1,6 Zentimeter auf. Der wenig behaarte Blütenboden ist becherförmig und bis etwa 5 Millimeter breit. Es sind kleine Kelchblätter vorhanden. Die etwa 4 Millimeter langen Kronblätter sind meist weiß, selten rötlich, die vielen langen, an der Basis, gruppig verwachsenen und vorstehenden Staubblätter sind meistens weiß, können selten aber auch weiß-grünlich oder rötlich sein. Der halbunterständige, dreikammerige Fruchtknoten hat einen lange über die Staubblätter vorstehenden Griffel mit kopfiger Narbe. Die Honigdrüsen am Blütenboden sind gut erkennbar. Die Pflanze ist entomophil.
Es werden zahlreiche ungestielte, graubraune bis schwärzliche, verholzte, 3 bis 4 Millimeter lange und 4 bis 5 Millimeter breite, zylindrische, fachspaltige Kapselfrüchte (Scheinfrüchte) gebildet. Sie enthalten 200 bis 350 winzige, bräunlich bis weißliche Samen mit einem Tausendkorngewicht von 0,03 Gramm. Die sehr kleinen, bis etwa 1,2 Millimeter langen, Die keulenförmigen Samen können bis zu zehn Jahre in den Kapseln verbleiben, die sich bei Reife durch drei oder vier Schlitze öffnen. Die Samen (Diasporen) werden erst bei Unterbrechung der Wasserversorgung (Xeriscenie), so bei Feuer, Frost oder Verletzungen freigegeben (Samenrückhaltung) und von Wind und Wasser verbreitet. Die Keimung ist epigäisch.
Auch unter natürlichen Bedingungen findet vegetative Vermehrung durch Stockausschlag statt, auf nassen Standorten können sogar die Kronen umgefallener Bäume Wurzeln schlagen.
Die Chromosomenzahl beträgt 2n= 22.

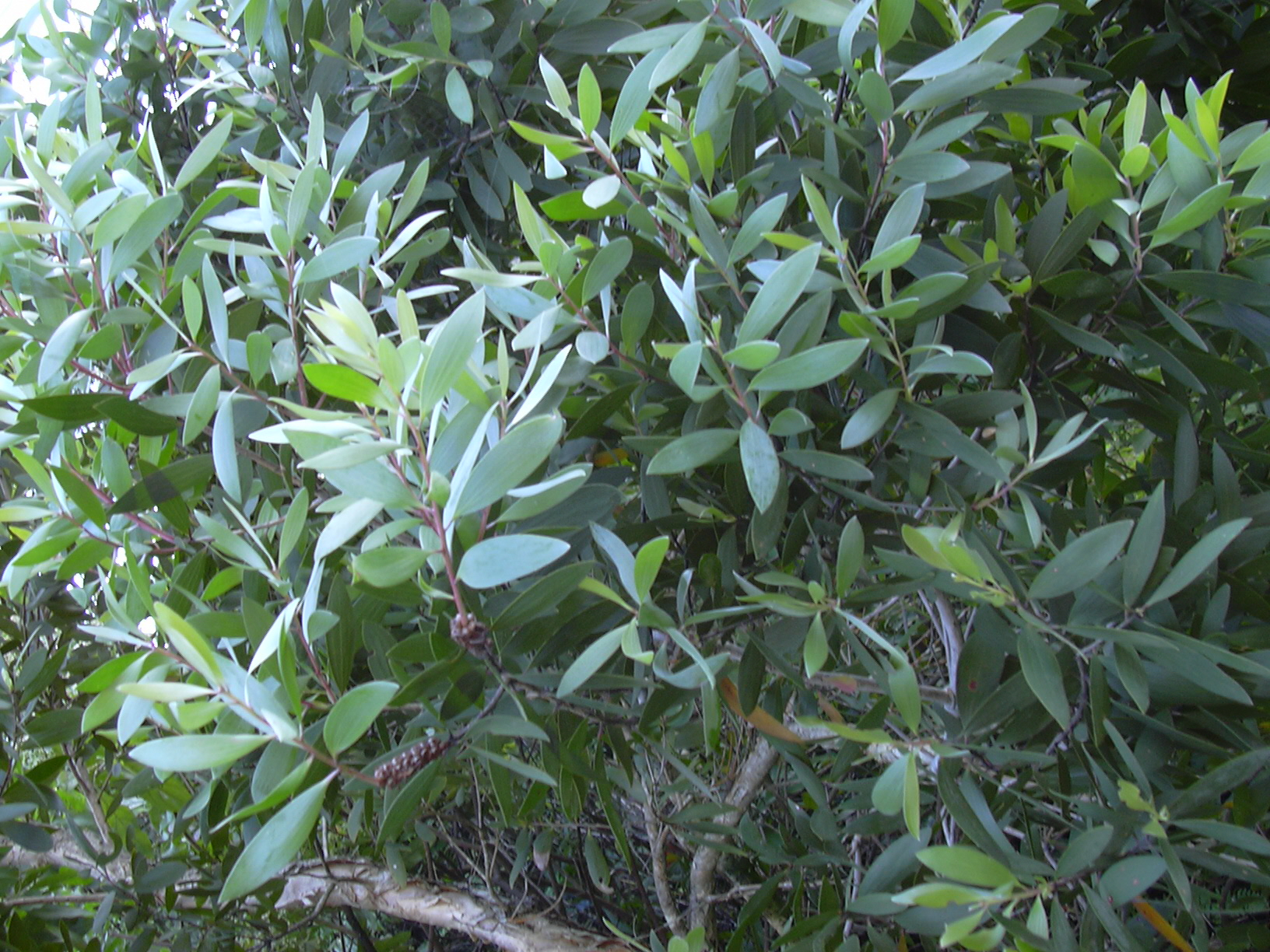
Blätter von Melaleuca quinquenervia
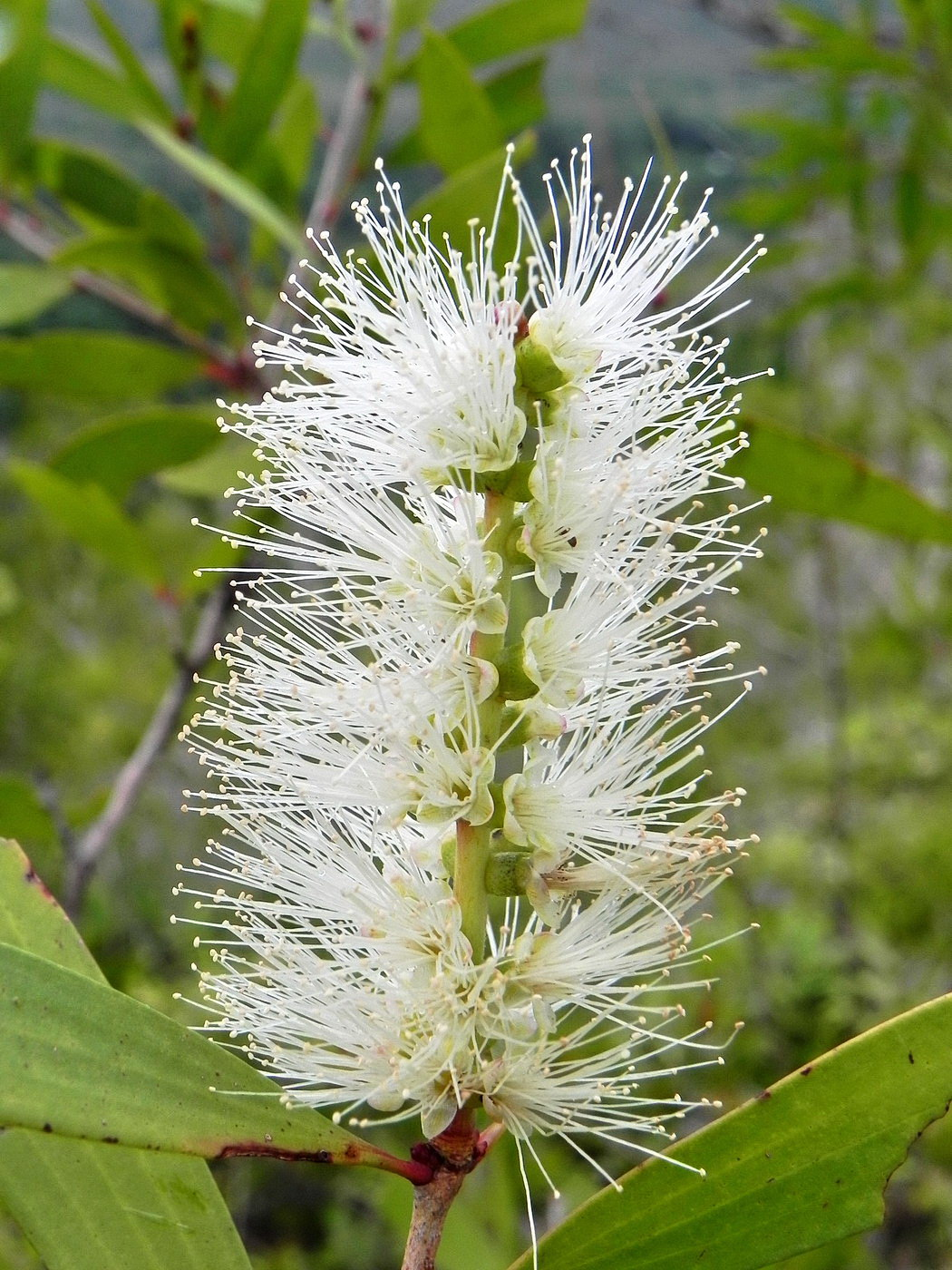
„Glasbürstenförmiger“ Blütenstand von Melaleuca quinquenervia mit langen Staubblättern
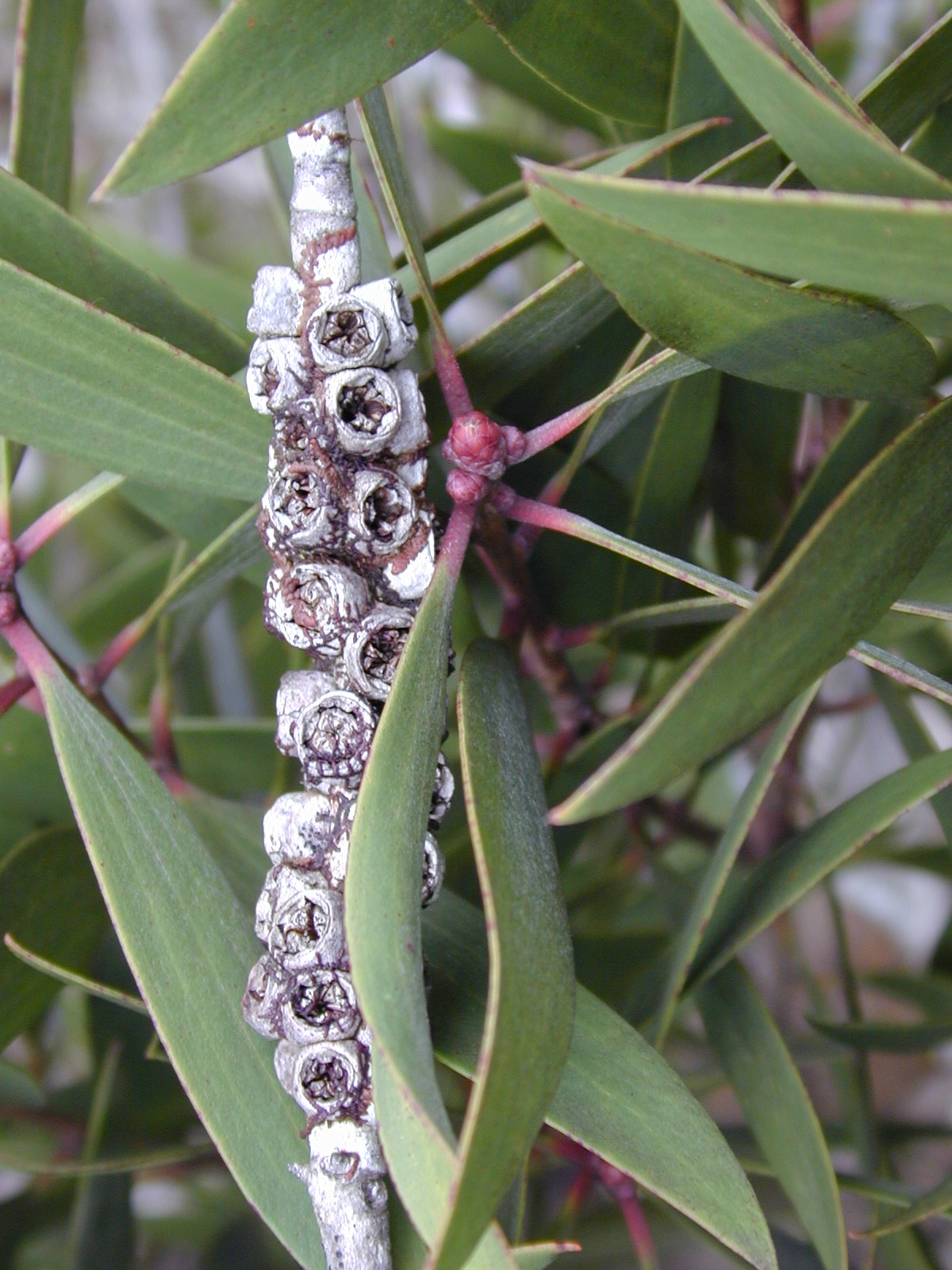
Samenkapseln von Melaleuca quinquenervia

## Vorkommen
Melaleuca quinquenervia ist im Osten Australiens, in Neukaledonien und in Papua-Neuguinea beheimatet. Man findet sie auch in Burma, Malaysia und auf den Molukken. Außerhalb der natürlichen Vorkommen ist die Art im Süden von Florida und auf Hawaii stark vertreten, weitere Vorkommen gibt es in Südkalifornien, Texas, auf den Karibischen Inseln, in Indien und auf den Philippinen. In allen diesen Gebieten ist die Art aus Kultur verwildert.
Sie wird aufgrund ihrer Anspruchslosigkeit und eines gewissen Zierwerts auch außerhalb des Herkunftgebiets als Ziergehölz gepflanzt oder dient zur Entwässerung vernässter Standorte. Dabei verwilderte sie oft, so in mehreren Bundesstaaten der USA. Besonders in Florida gilt sie heute als unerwünschter Eindringling und bedeckt dort inzwischen ein Gebiet von 170.000 Hektar.
Melaleuca quinquenervia ist eine genügsame Art, die auf feuchte bis nasse Standorte angewiesen ist. Sie kommt auch mit zeitweiligen Überschwemmungen oder Bodenfeuer zurecht und toleriert Salzwassergischt und Brackwasser. Sie stellt keine speziellen Bodenansprüche und wächst auf Hawaii auf sauren Basaltasche- und Lavaböden, wird aber auch zur Aufforstung alkalischer oder versalzener Standorte genutzt.
Die Art zählt zu den 100 gefährlichsten Neobiota weltweit.

## Verwendung
Diese Art wird zur Anlage von Windschutzhecken in Küstennähe eingesetzt oder zur Aufforstung alkalischer Problem-Standorte. Das Holz wird zum Boots- und Hausbau verwendet, aber auch für Eisenbahnschwellen, Fußböden oder als Brennmaterial. Die Borke dient zum Verpacken besonders von Früchten wie Weintrauben. Aus Blättern und Zweigen kann ein ätherisches Öl gewonnen werden (Niauliöl, das auch von Melaleuca viridiflora erhalten wird), das in der Herstellung von Parfüm oder der Aromatherapie Verwendung findet und insektizide Wirkung hat. Auch volksmedizinische Anwendungen sind bekannt. Es wird heute hauptsächlich in Neukaledonien gewonnen.

## Taxonomie
Melaleuca quinquenervia wurde bis 1968 mit neun anderen Taxa unter dem Namen Melaleuca leucodendron zusammengefasst.